# Norman Hartnell
Norman Bishop Hartnell, KCVO (Londres, 12 de junho de 1901 — 8 de junho de 1979) foi um designer de moda inglês. Em 1938, foi apontado costureiro da Família Real Britânica.

## Carreira
Educado em Brighton College antes de estudar arquitetura na Universidade de Cambridge, ele, percebendo  que seu talento era desenhar roupas, abriu seu próprio negócio em 1923 e tornou-se famoso por seus vestidos complexamente decorados e bem aprimorados. Foi Hartnell quem desenhou os vestidos usados pela Rainha Isabel II em seu casamento com o príncipe Filipe, Duque de Edimburgo, em 1947, e em sua coroação em 1953. Ele também fez vestidos para a Rainha Mãe, para a Princesa Margarida, para a Princesa Alice e para a Rainha Maria.
O vestido desenhado para o casamento da Rainha continha dez mil pérolas e centenas de adornos de cristal branco. Em 2003, para sua exibição para o aniversário da coroação de Sua Majestade a Rainha, dez restauradores trabalharam no vestido. No bordado, vários símbolos de diferentes países da Commonwealth podem ser vistos, como o espinho da Escócia, a folha de bordo do Canadá e a flor de lótus da Índia. 
Hartnell também desenhou o famoso "White Wardrobe" da Rainha Mãe, usado por ela numa visita de Estado na França ao lado de seu marido, George VI, em 1938. Com a morte da mãe da Rainha Mãe, a Condessa de Strathmore, Hartnell refez o vestiário inteiro da Rainha em branco, ressuscitando assim o antigo uso francês de branco como luto real.
Entre outras clientes famosos de Hartnell, destacam-se Noel Coward, Gertie Lawrence, Norma Shearer, Marlene Dietrich, Barbara Cartland, Isabel Jeans, Greer Garson, Merle Oberon e Vivien Leigh.
Hartnell nunca se casou e tinha como amigos o fotógrafo Cecil Beaton e a socialite Bunny Roger. Sua autobiografia, publicada em 1955, foi intitulada Silver and Gold. Em 11 de maio de 2005, Hartnell foi homenageado com uma placa azul do English Heritage, na 26 Bruton Street, Londres, onde ele viveu e trabalhou de 1935 até 1979.